# Rhopalomyia yomogicola
Rhopalomyia yomogicola är en tvåvingeart som först beskrevs av Matsumura 1931.  Rhopalomyia yomogicola ingår i släktet Rhopalomyia och familjen gallmyggor. Inga underarter finns listade i Catalogue of Life.